# Peramola
Peramola ist eine Gemeinde (municipi) mit 357 Einwohnern (Stand: 2024) in der Provinz Lleida in der Autonomen Region Katalonien. Zur Gemeinde gehören neben dem Hauptort Peramola die Ortschaften Castellebre, Cortiuda, Nuncarga und Tragó.

## Lage
Peramola liegt in den Bergen der südlichen Pyrenäen in einer durchschnittlichen Höhe von ca. 565 m am Segre.

## Bevölkerungsentwicklung
| Jahr      | 1970 | 1981 | 1990 | 2001 | 2011 | 2021 |
| Einwohner | 517  | 450  | 393  | 381  | 384  | 348  |

## Sehenswürdigkeiten
- Reste der alten Burganlage von Peramola
- Michaeliskirche
- Marienkirche von Castell-llebre

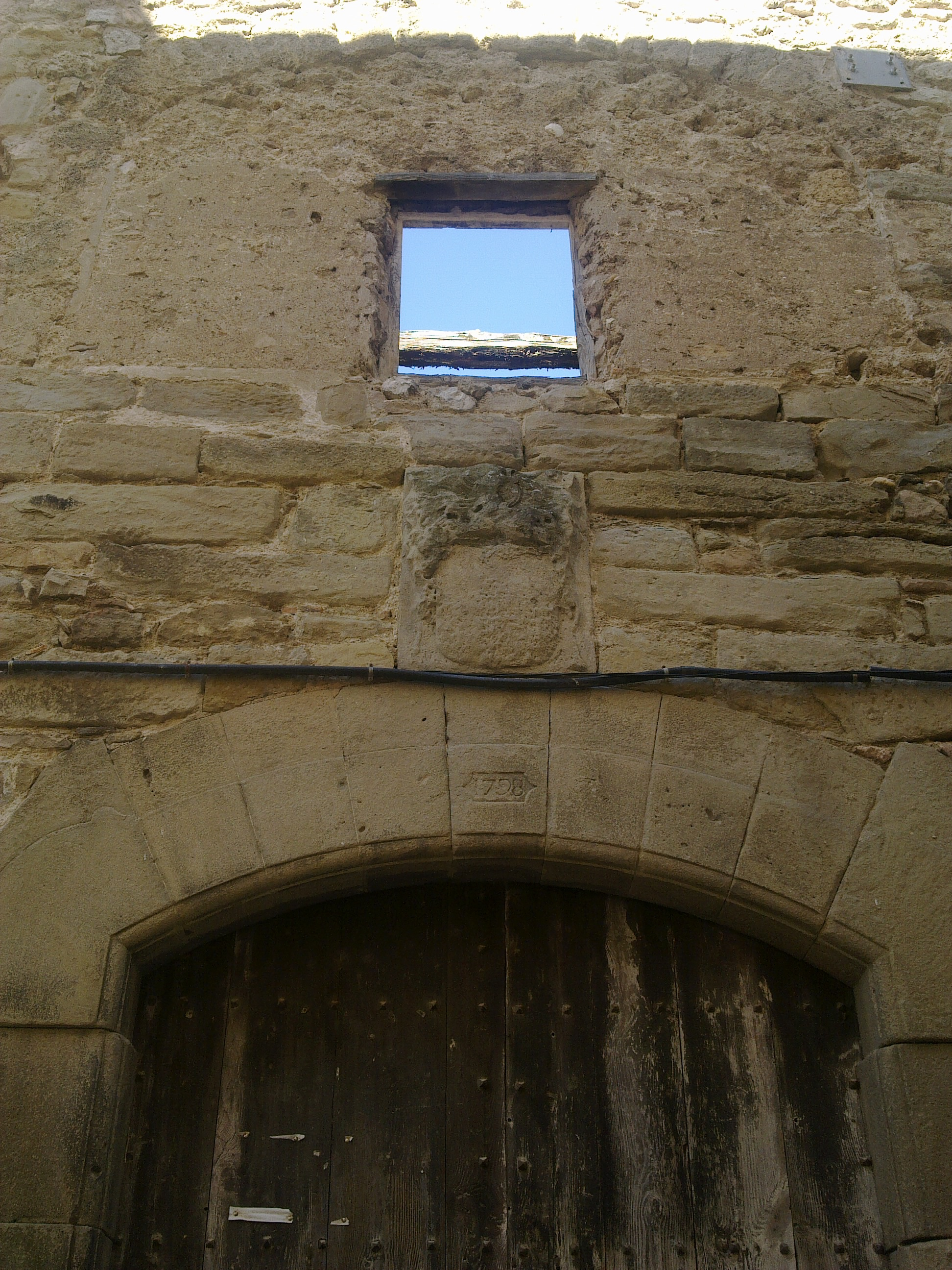
Burgreste von Peramola
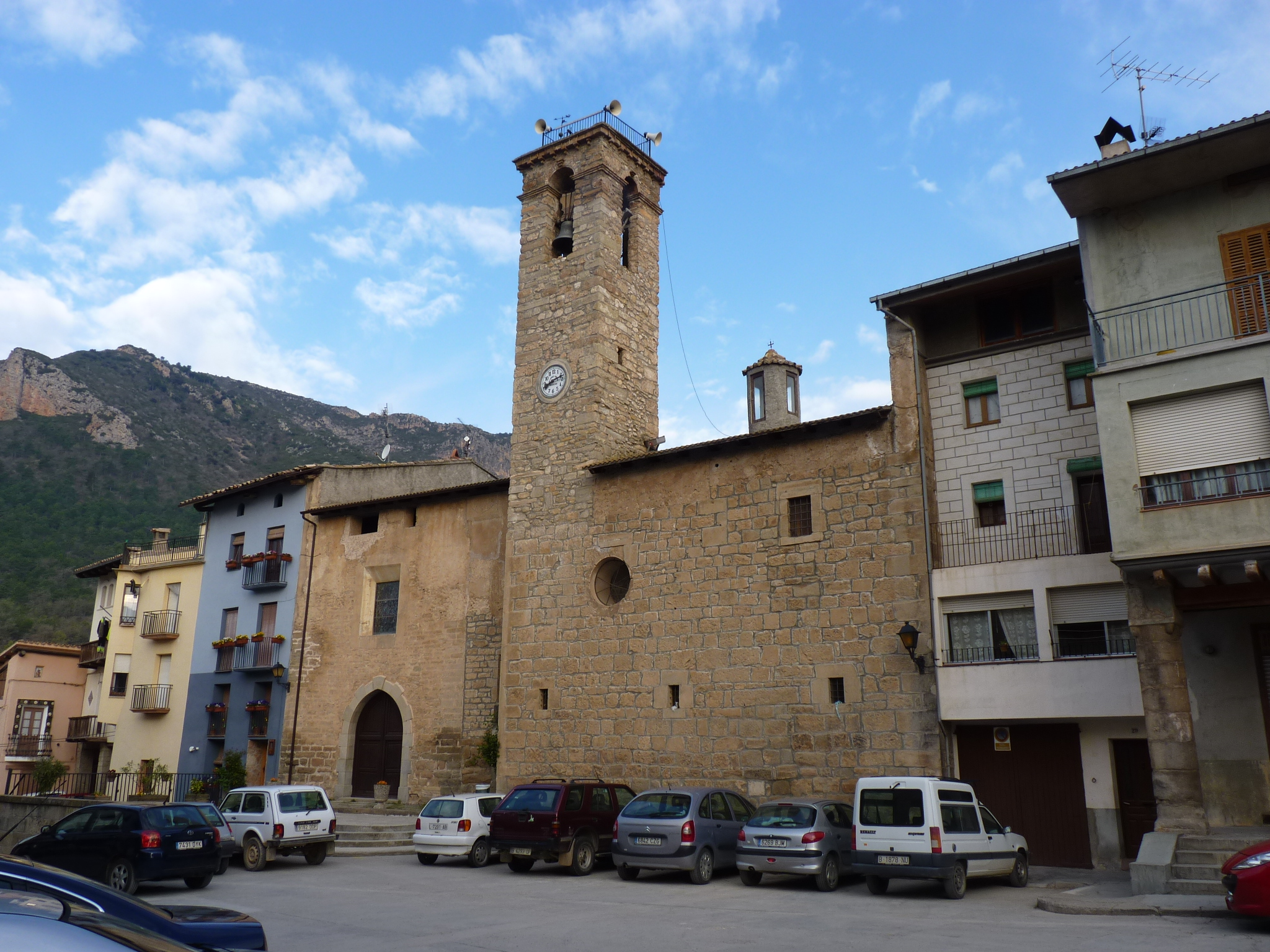
Michaeliskirche
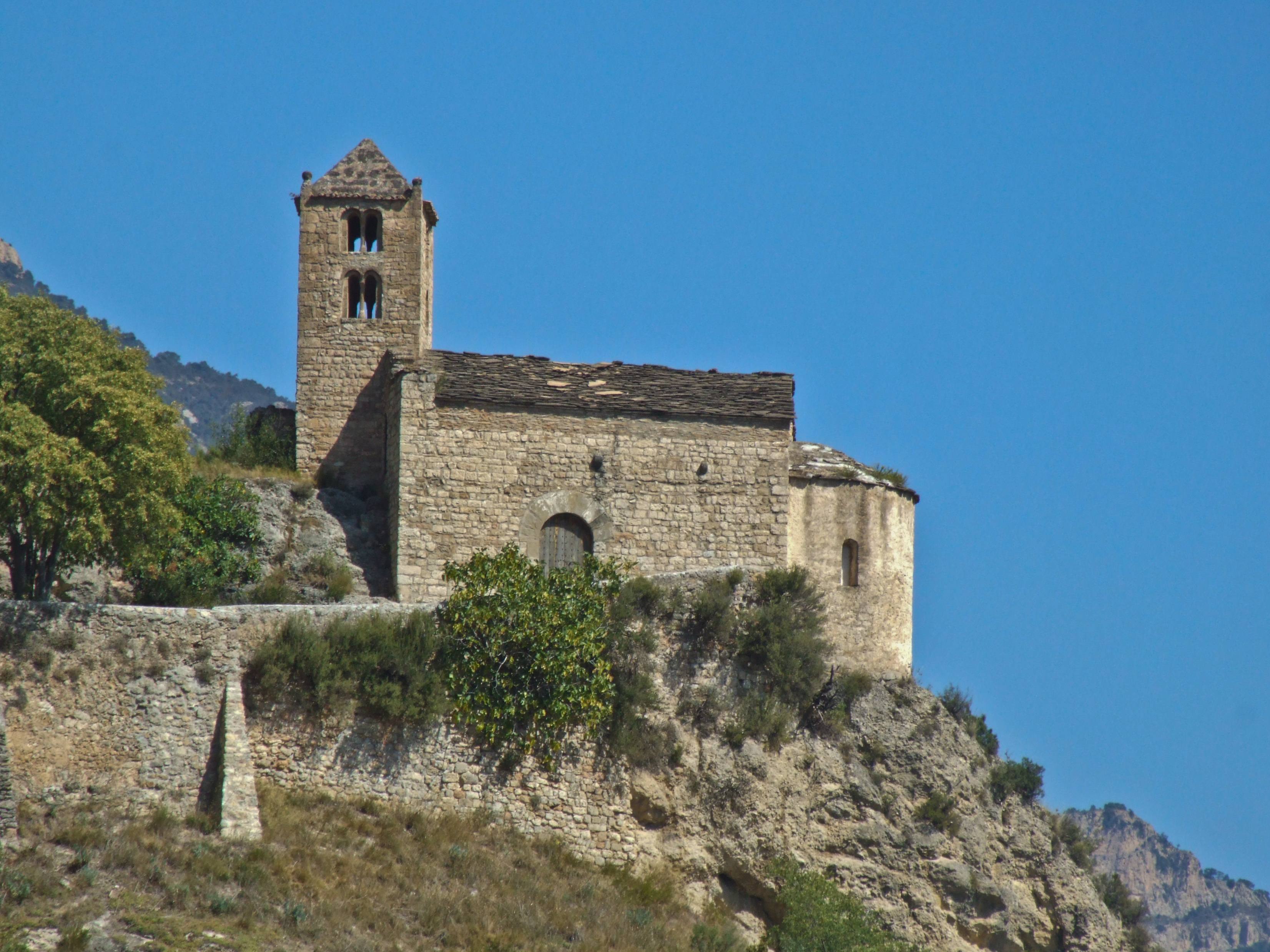
Marienkirche von Castell-llebre